# Strand sort
Strand sort je algoritam za sortiranje koji radi tako što konstantno izvlači sortirane podnizove iz niza koji treba sortirati i spaja ih u rezultujući niz. Svaka iteracija kroz nesortirani niz izvlači elemente koji su već sortirani i spaja ih.
Ime algoritma potiče od lanaca sortiranih podataka u nizu koji treba sortirati i koji se izvlače iz niza jedan po jedan. Ovo je algoritam baziran na poređenjima, s obzirom na upotrebu poređenja prilikom izvlačenja lanaca i njihovog spajanja u sortiran niz.
Složenost algoritma je O(n2) u prosečnom slučaju. U najboljem slučaju (kada je niz već sortiran) složenost je linearna tj. O(n). U najgorem slučaju (kada je niz obrnuto sortiran) složenost je O(n2).
Strand sort je najkorisniji kod podataka koji se čuvaju u povezanoj listi, zbog čestih umetanja i izvlačenja podataka. Korišćenje drugačije strukture podataka, kao što je niz, dosta povećava vreme izvršavanja i složenost algoritma zbog dužine niza. Ovaj algoritam je koristan i u situacijama kada imamo veliku količinu već sortiranih podataka jer te podatke možemo da izvučemo u jedan lanac.

## Primer
| Nesortiran niz | Podniz | Sortiran niz |
| -------------- | ------ | ------------ |
| 3 1 5 4 2      |        |              |
| 1 4 2          | 3 5    |              |
| 1 4 2          |        | 3 5          |
| 2              | 1 4    | 3 5          |
| 2              |        | 1 3 4 5      |
|                | 2      | 1 3 4 5      |
|                |        | 1 2 3 4 5    |

1. Iz nesortiranog niza izdvajamo rastuće brojeve.
2. U prvoj iteraciji sortirani podniz smeštamo u prazan sortiran niz.
3. Iz nesortiranog niza ponovo izdvajamo relativno sortirane brojeve.
4. Pošto je sortiran niz popunjen, spajamo podniz u sortiran niz.
5. Ponavljati korake 3-4 dok oba niza nisu prazna.

## Algoritam
Pseudokod:

```
procedure
 strandSort(A : niz ) 
defined as:

  
while
 length(A ) > 0
    
clear
 podniz
    podniz[ 0 ] := A[ 0 ]
    
remove
 A[ 0 ]
    
for each
 i 
in
 0 
to
 length(A ) - 1 
do:

      
if
 A[ i ] > podniz[ last ] 
then

        
append
 A[ i ] 
to
 podniz
        
remove
 A[ i ]
      
end if

    
end for

    
merge
 podniz 
into
 rezultat
  
end while

  
return
 rezultat

end procedure
```

### Haskell implementacija
```
merge
 
[]
 
l
 
=
 
l

merge
 
l
 
[]
 
=
 
l

merge
 
l1
@(
x1
:
r1
)
 
l2
@(
x2
:
r2
)
 
=

    
if
 
x1
 
<
 
x2
 
then
 
x1
:(
merge
 
r1
 
l2
)
 
else
 
x2
:(
merge
 
l1
 
r2
)

ssort
 
[]
 
=
 
[]

ssort
 
l
 
=
 
merge
 
strand
 
(
ssort
 
rest
)

    
where
 
(
strand
,
 
rest
)
 
=
 
foldr
 
extend
 
(
[]
,
[]
)
 
l

          
extend
 
x
 
(
[]
,
r
)
 
=
 
([
x
],
r
)

          
extend
 
x
 
(
s
:
ss
,
r
)
 
=
 
if
 
x
 
<=
 
s
 
then
 
(
x
:
s
:
ss
,
r
)
 
else
 
(
s
:
ss
,
x
:
r
)

```

### PHP implementacija
```
function
 
strandsort
(
array
 
$arr
)
 
{

  
$result
 
=
 
array
;

  
while
 
(
count
(
$arr
))
 
{

    
$sublist
 
=
 
array
;

    
$sublist
[]
 
=
 
array_shift
(
$arr
);

    
$last
 
=
 
count
(
$sublist
)
-
1
;

    
foreach
 
(
$arr
 
as
 
$i
 
=>
 
$val
)
 
{

      
if
 
(
$val
 
>
 
$sublist
[
$last
])
 
{

        
$sublist
[]
 
=
 
$val
;

        
unset
(
$arr
[
$i
]);

        
$last
++
;

      
}

    
}

    
if
 
(
!
empty
(
$result
))
 
{

      
foreach
 
(
$sublist
 
as
 
$val
)
 
{

        
$spliced
 
=
 
false
;

        
foreach
 
(
$result
 
as
 
$i
 
=>
 
$rval
)
 
{

          
if
 
(
$val
 
<
 
$rval
)
 
{

            
array_splice
(
$result
,
 
$i
,
 
0
,
 
$val
);

            
$spliced
 
=
 
true
;

            
break
;

          
}

        
}

        
if
 
(
!
$spliced
)
 
{

          
$result
[]
 
=
 
$val
;

        
}

      
}

    
}

    
else
 
{

      
$result
 
=
 
$sublist
;

    
}

  
}

  
return
 
$result
;

}

```

### Python implementacija
```
items
 
=
 
len
(
unsorted
)

sortedBins
 
=
 
[]

while
(
len
(
unsorted
)
 
>
 
0
 
):

    
highest
 
=
 
float
(
"-inf"
)

    
newBin
 
=
 
[]

    
i
 
=
 
0

    
while
(
i
 
<
 
len
(
unsorted
)
 
):

        
if
(
unsorted
[
i
]
 
>=
 
highest
 
):

            
highest
 
=
 
unsorted
.
pop
(
i
)

            
newBin
.
append
(
highest
 
)

        
else
:

            
i
=
i
+
1

    
sortedBins
.
append
(
newBin
)

sorted
 
=
 
[]

while
(
len
(
sorted
)
 
<
 
items
 
):

    
lowBin
 
=
 
0

    
for
 
j
 
in
 
range
(
0
,
 
len
(
sortedBins
)
 
):

        
if
(
sortedBins
[
j
][
0
]
 
<
 
sortedBins
[
lowBin
][
0
]
 
):

            
lowBin
 
=
 
j

    
sorted
.
append
(
sortedBins
[
lowBin
]
.
pop
(
0
)
 
)

    
if
(
len
(
sortedBins
[
lowBin
])
 
==
 
0
 
):

        
del
 
sortedBins
[
lowBin
]

```